# Крюково (городской округ Домодедово)
Крюково — деревня в городском округе Домодедово Московской области.

## География
Находится в южной части Московской области на расстоянии приблизительно 8 км на запад по прямой от железнодорожной станции Домодедово.

## История
До 2004 года входила в состав Константиновского сельского округа Домодедовского района. Ныне имеет дачный характер.

## Население
Постоянное население составляло 3 человека в 2002 году (русские 100 %), 3 в 2010.